# Уильямсон, Шейн
Шейн Уильямсон (англ. Shane Williamson; яп. ウイリアムソン師円; род. 28 апреля 1995 года) — японский конькобежец; серебряный призёр чемпионата мира, серебряный призёр зимних Азиатских игр, 10-кратный чемпион и 4-кратный призёр чемпионата Японии.

## Карьера
Шейн Уильямсон родился в посёлке Уракава, известном как район разведения лошадей, в семье отца-австралийца и матери-японки. Его отец был тренером по верховой езде и сам Шейн увлекался лошадьми. Он начал кататься на коньках в возрасте 3-х лет. Также усердно занимался бейсболом и лёгкой атлетикой до младших классов средней школы. В старших классах он поехал в город Ямагата, чтобы учиться катанию профессионально, и уже с 2012 года принимал участие в юниорском чемпионате Японии.
В октябре 2013 года на чемпионате Японии в Нагано выиграл на дистанциях 3000 м и 5000 м, следом дебютировал на Кубке мира. В декабре квалифицировался на Олимпиаду 2014 года, выиграв в забеге на 5000 м. На зимних Олимпийских играх в Сочи Шейн занял 26-е место на дистанции 5000 м. В марте 2014 года на чемпионате мира среди юниоров стал 2-м в командной гонке. в сезоне 2014/15 стал чемпионом Японии на дистанциях 1500, 5000 м и в многоборье. 
В феврале 2015 года на дебютном чемпионате мира на отдельных дистанциях в Херенвене Уильямсон занял 10-е место в масс-старте и 17-е на 5000 м, а в марте на чемпионате мира в классическом многоборье занял 14-е место. Через Шейн вновь был первым в многоборье на японском чемпионате, после чего на чемпионате мира на отдельных дистанциях стал 7-м в командной гонке и 8-м в масс-старте.
В сезоне 2016/17 на этапе Кубка мира в Казахстане он выиграл первую золотую медаль в командной гонке. На очередном чемпионате мира в Канныне поднялся на 5-е место в командной гонке и 9-е в масс-старте. Позже участвовал на 8-х зимних Азиатских играх в Обихиро занял 2-е место в масс-старте. В марте занял 14-е место в многоборье на чемпионате мира в Хамаре. 
В декабре 2017 года Шейн прошёл отбор на олимпиаду в Корею, заняв 2-е место в забеге на 1500 м. На своих вторых зимних Олимпийских играх в Пхёнчхане он стал 5-м в командной гонке, 10-м в забеге на 1500 м и 11-м в масс-старте. В марте 2018 года завоевал бронзу в командной гонке на этапе Кубка мира в Минске. На Кубке мира в Томакомае в сезоне 2018/19 он занял 3-е место на втором этапе и 1-е на третьем этапе. На чемпионате мира в Инцелле Шейн занял 4-е место в командной гонке и 17-е в масс-старте.
В сезоне 2019/20 Уильямсон провёл успешно. Сначала стал чемпионом Японии на дистанции 1500 м и в масс-старте, следом на двух этапах Кубка мира в Польше и Японии занял 2-е место в командной гонке. Под конец сезона завоевал серебряную медаль в командной гонке на чемпионате мира на отдельных дистанциях в Солт-Лейк-Сити. На мартовском чемпионате мира в классическом многоборье в Хамаре поднялся впервые на 6-е место. Следующий сезон он провёл в Японии из-за пандемии коронавируса.
В сезоне 2020/21 получил бронзовые медали на чемпионате Японии в забеге на 5000 м и на Кубке мира в командной гонке. На олимпийском отборе в декабре 2020 года он занял 3-е место на дистанции 5000 м и не смог квалифицироваться на олимпиаду 2022. В марте 2022 года начемпионате мира в классическом многоборье занял 12-е место. В том же марте решил завершить карьеру, но на местном уровне продолжает бегать. 

## Награды
- 2014 год - награжден почетной премией гражданина в Уракаве в Японии.
- 2014 год - получил Почетную спортивную награду в префектуре Ямагата, Япония.
- 2014 год - получил награду за выдающиеся достижения от Федерации фигурного катания Японии.

## Личная жизнь
Шейн Уильямсон окончил Университет Хоккайдо и работал спортивным журналистом. Он освещал события в качестве внештатного спортивного обозревателя в настоящее время работает в Nidec Sankyo и живет в префектуре Нагано. Его младшая сестра Леми представляла Японию в конькобежном спорте.